# Бинкос
Би́нкос (болг. Бинкос) — село в Сливенській області Болгарії. Входить до складу общини Сливен.

## Населення
За даними перепису населення 2011 року у селі проживали 167 осіб.
Національний склад населення села:
| Національність   | Кількість осіб | Відсоток |
| ---------------- | -------------- | -------- |
| болгари          | 157            | 94,0 %   |
| цигани           | 9              | 5,4 %    |
| Всього відповіли | 167            |          |

Розподіл населення за віком у 2011 році:
Динаміка населення: